# جيموان
جيمس أوين ستيفن بول ماكيون (بالإنجليزية: James Eoin Stephen Paul McKeown)‏ ( من مواليد 24 يناير 1966 في ليمينغتون سبا، المملكة المتحدة) هو ممثل وممثل كوميدي أيرلندي. صعد إلى مكانة بارزة في أستراليا في أوائل التسعينيات ، وكان لديه برنامجه التلفزيوني الخاص.

## وصلات خارجية
- جيموان على موقع IMDb (الإنجليزية)
- جيموان على موقع ميوزك برينز (الإنجليزية)
- جيموان على موقع ديسكوغز (الإنجليزية)
- جيموان على موقع قاعدة بيانات الفيلم (الإنجليزية)